# 1239 Queteleta
Queteleta (asteroide 1239) é um asteroide da cintura principal com um diâmetro de 15,94 quilómetros, a 2,0514974 UA. Possui uma excentricidade de 0,2300756 e um período orbital de 1 588,63 dias (4,35 anos).
Queteleta tem uma velocidade orbital média de 18,24657283 km/s e uma inclinação de 1,66627º.
Esse asteroide foi descoberto em 4 de Fevereiro de 1932 por Eugène Delporte.
Seu nome é uma homenagem ao matemático francês Lambert Adolphe Jacques Quételet. 